# Георг Уль
Георг Уль (нім. Georg Uhl; 4 січня 1915, Франкфурт-на-Майні — 25 червня 1944, Ла-Манш) — німецький офіцер-підводник, оберлейтенант-цур-зее крігсмаріне (1 червня 1943).

## Біографія
З 6 квітня 1944 року — командир підводного човна U-269, на якому здійснив 2 походи (разом 25 днів у морі). 25 червня 1944 року U-269 був потоплений у Англійському каналі південно-східніше Торкі (49°56′ пн. ш. 02°46′ зх. д.) глибинними бомбами британського фрегата «Байкертон». 39 членів екіпажу вціліли, 13 (включаючи Уля) загинули.